# Eilema contempta
Eilema contempta là một loài bướm đêm thuộc phân họ Arctiinae, họ Erebidae.